# 冷戰 (人際關係)
冷戰是指關係親密的人之間在敵對態勢但不願溝通的緊張狀態，詞源可能來自於美蘇之間的冷戰，尤其常見於配偶和戀人之間，但有時家人、朋友之間也會有冷戰出現。

## 成因
關係親密的人相處時有時會因為彼此之間親近而忽略了禮貌，說話時語氣太重，令對方不悅。有時意見不合，雙方又各執己見，不能站在對方立場考慮。又有時是因為其中一方或雙方認為尊嚴受損，不願主動道歉。這些都是冷戰的原因。

## 好壞
情侶之間的冷戰可能會導致分手；配偶之間的冷戰會影響婚姻，甚至影響到子女成長；家人之間的冷戰亦影響家庭和睦；朋友之間的冷戰可能會導致絕交。但吵架、爭執後暫不說話，給予雙方時間冷靜，亦可能會找出較為妥善的解決方法。